# Saneto Yuki
Yuki Saneto (sinh ngày 19 tháng 1 năm 1989) là một cầu thủ bóng đá người Nhật Bản.

## Sự nghiệp câu lạc bộ
Yuki Saneto đã từng chơi cho Kawasaki Frontale và Avispa Fukuoka.